# اللجنة السورية لمساعدة العراق
اللجنة السورية لمساعدة العراق هي حركة سياسية تأسست عام 1941 لدعم العراق ضد بريطاني خلال الحرب الأنجلو - عراقية وذلك بإرسال الأسلحة والمتطوعين للقتال بجانب القوات العراقية ضد القوات البريطانية. نظمت وقادت حركة الإحياء العربي (حركة البعث العربي لاحقًا) اللجنة وترأسها ميشيل عفلق وزكي الأرسوزي.